# This is a "Boogie"
「This is a "Boogie"（）」は、1981年9月にリリースされた桜田淳子の36枚目のシングルである。

## 解説
- リリース直前の月刊明星誌上の記事では、曲のタイトルが「ダ・メ・ヨ」と記載されていた。
- この曲で第32回NHK紅白歌合戦に出場。直前に「もしもピアノが弾けたなら」を歌った西田敏行がそのままステージに残り、途中まで相手役を務める形でパフォーマンスを披露している。

## 収録曲
- 全曲編曲：大村雅朗

1. This is a "Boogie"
作詞：実川俊／作曲：小田裕一郎
2. 刹那Tic
作詞：麻木かおる／作曲：矢野顕子